# Harry Schmidt

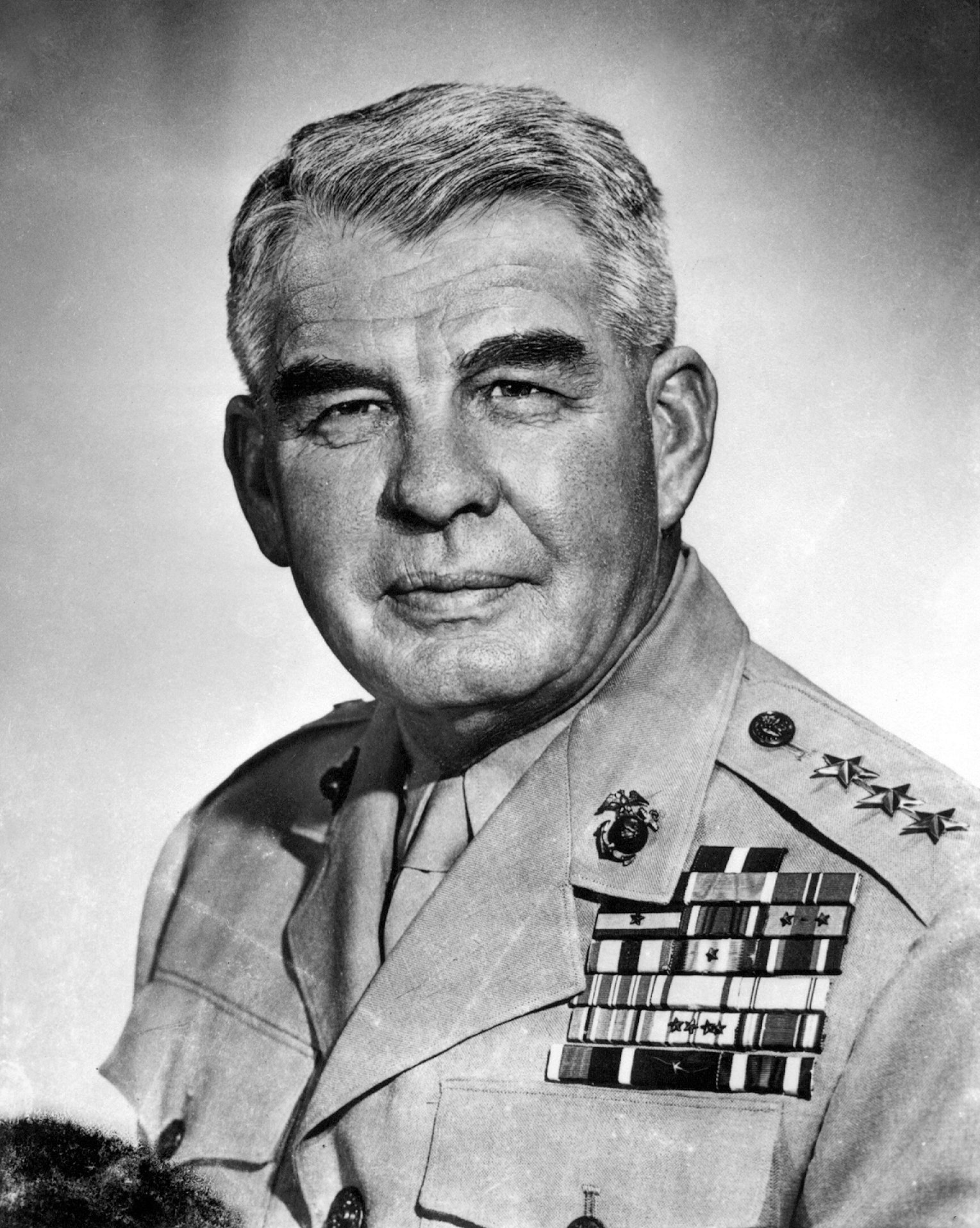
Schmidt com o uniforme do corpo de fuzileiros.

Harry Schmidt (25 de setembro de 1886 – 10 de fevereiro de 1968) foi um general do Corpo de Fuzileiros Navais dos Estados Unidos. Durante a Segunda Guerra Mundial, serviu como comandante-geral da 4ª Divisão de Fuzileiros Navais dos EUA (Fourth Marine Division) nas batalhas de Kwajalein, nas Ilhas Marshall, e Saipã, nas Ilhas Marianas, além de comandante-geral do Quinto Corpo Anfíbio nas batalhas de Tinian, nas Marianas, e Iwo Jima, nas Ilhas Vulcão.
Schmidt aposentou-se do Corpo de Fuzileiros em 1948, aos 61 anos, após 39 anos de serviço. 

## Carreira no Corpo de Fuzileiros
Schmidt nasceu em Holdrege, Nebraska, em 25 de setembro de 1886. Frequentou a Nebraska State Normal College por dois anos antes de aceitar uma patente de segundo-tenente na 2ª Infantaria de Nebraska, à qual renunciou em 16 de agosto de 1909 para ingressar no Corpo de Fuzileiros Navais dos Estados Unidos como segundo-tenente em 17 de agosto de 1909.
Após instrução na Escola de Oficiais de Fuzileiros em Port Royal, Carolina do Sul, apresentou-se em janeiro de 1911 ao Quartel de Fuzileiros em Guam, Ilhas Marianas. Enquanto servia ali, participou de uma força expedicionária em Chefoo, China. Em outubro de 1912, foi enviado às Filipinas, permanecendo até abril de 1913, quando retornou aos Estados Unidos. Após atuar no Serviço de Recrutamento em Minnesota, no Quartel de Fuzileiros em Nova Orleans, e serviço temporário em Veracruz a bordo do USS Kearsarge (BB-5) em 1915, foi designado para serviço embarcado no USS Oklahoma (BB-37) em maio de 1916 e promovido a capitão em agosto. Em janeiro de 1917 foi transferido ao USS Montana (ACR-13), servindo de 25 de fevereiro a 22 de março de 1917 em terra com a força destacada do navio na Baía de Guantánamo, Cuba. Deixando o Montana em setembro de 1918, passou quase dois anos no Quartel de Fuzileiros em Norfolk, Virgínia.
Retornou ao serviço no mar em junho de 1920, como comandante do Destacamento de Fuzileiros no USS Tennessee (BB-43). A partir de agosto de 1922 (promovido a major em janeiro de 1923) até maio de 1926, Schmidt integrou as Escolas de Fuzileiros Navais em Quantico, primeiro como aluno e depois como instrutor. Depois de um ano em recrutamento em St. Paul, Minnesota, passou seis meses no exterior com o 6º Regimento na China. Em fevereiro de 1928, seguiu para a 2ª Brigada na Nicarágua, servindo como oficial de inteligência e operações de brigada até junho de 1929.
Retornou aos EUA para cursar a Escola de Comando e Estado-Maior em Forte Leavenworth, Kansas, graduando-se em 18 de junho de 1932. Além disso, graduou-se no Field Officers' Course em Quantico. Foi promovido a tenente-coronel em maio de 1934. Em seguida, serviu no Departamento de Pagadoria do Corpo e passou por posições em Washington, D.C., no Departamento do Pacífico em São Francisco, no 4º Regimento de Fuzileiros em Xangai, China, e novamente no Departamento do Pacífico. Em junho de 1937, foi designado para a 2ª Brigada de Fuzileiros, partindo para Xangai em agosto como chefe de estado-maior. Em dezembro de 1937, foi promovido a coronel. Voltou aos EUA em fevereiro de 1938.
Em julho de 1938, foi nomeado oficial executivo e de pessoal no Departamento de Pagadoria do Quartel-General do Corpo de Fuzileiros, cargo que ocupava quando os EUA entraram na Segunda Guerra Mundial.

### Segunda Guerra Mundial
Em dezembro de 1941, foi promovido a general de brigada e, em janeiro de 1942, nomeado assistente do Comandante do Corpo de Fuzileiros. Em setembro, foi promovido a general de divisão. Em 18 de agosto de 1943, assumiu como comandante-geral da 4ª Divisão de Fuzileiros Navais, liderando-a na conquista de Roi-Namur durante a Batalha de Kwajalein e em Saipã.
Em 12 de julho de 1944, assumiu o comando do 5º Corpo Anfíbio, conduzindo a campanha em Tinian e recebendo uma Medalha por Serviço Distinto e uma Estrela Dourada (substituindo uma segunda condecoração) pelo desempenho nas ocupações das Ilhas Marshall, e pela tomada de Saipã e Tinian. Em seguida, comandou o 5º Corpo Anfíbio na Batalha de Iwo Jima, recebendo outra Estrela Dourada (equivalente a uma terceira Medalha por Serviço Distinto). Sua citação destaca sua liderança e uso habilidoso das várias unidades sob seu comando no êxito da operação. Após a guerra, liderou o 5º Corpo Anfíbio na Ocupação do Japão.

### Pós-guerra
Em 15 de fevereiro de 1946, Schmidt retornou aos EUA para comandar o Comando de Treinamento e Reposição de Fuzileiros em San Diego, Califórnia. Em março de 1946, foi promovido a tenente-general. Aposentou-se do Corpo de Fuzileiros em 1 de julho de 1948, com promoção honorária (tombstone promotion) a general na lista de aposentados, totalizando 39 anos de serviço.

## Falecimento
Schmidt faleceu em 10 de fevereiro de 1968, sendo sepultado no Cemitério Nacional de Fort Rosecrans em San Diego.